# Großsee (Tauplitz)
Der Großsee ist ein Bergsee auf der Tauplitzalm im Toten Gebirge in der Steiermark, Österreich. Der See liegt auf einer Höhe von 1567 m ü. A. in einer Mulde eingebettet zwischen Schneiderkogel und Traweng. Mit einer Wasserfläche von 6,2 Hektar ist er der zweitgrößte See am Hochplateau der Tauplitz. Der See hat eine Länge von etwa 440 Metern in west-östlicher Richtung bei einer Breite von maximal etwa 190 Metern. Am Südufer befindet sich eine Pumpstation für die Beschneiung und ein Skilift. Der See kann auf einem Wanderweg umrundet werden. Bis in mehrere Meter Tiefe wachsen dichte Armleuchteralgen‐Matten mit, vor allem in Ufernähe, dichten Laichkraut‐Beständen, am verbreitetsten Langblättriges Laichkraut, daneben auch Kamm-Laichkraut und Durchwachsenes Laichkraut.